# Giuseppina Vittone Li Causi
Giuseppina Vittone Li Causi, née à Turin le 30 mars 1923, morte à Rome le 2 septembre 2013, est une femme politique italienne.

## Biographie
Enfant d'ouvriers, Giuseppina Vittone adhère au Parti communiste italien clandestin et s'engage dans la résistance italienne. Elle apprend la sténographie afin de retranscrire à ses camarades les messages de Radio Londres et Radio Moscou, et assure la diffusion de L'Unità, imprimée à Milan.
Giuseppina Vittone rencontre en 1943 le dirigeant communiste Girolamo Li Causi, de vingt-sept ans son aîné, qu'elle rejoint en Sicile en 1945 alors qu'il a pris la tête de la section régionale du PCI, et l'épouse civilement en 1946 à Termini Imerese, ville natale du mari.
Dès 1945 elle participe aux campagnes électorales, organisant des rassemblements sur les places des villages pour mobiliser l'électorat populaire face aux résistances des grands propriétaires et de l’Église.
Au printemps 1946, elle milite au sein de l'Union des femmes en Italie et arpente la campagne intérieure de l'île pour inciter les paysannes à voter lors du référendum institutionnel du 2 juin. Elle participe également à l'occupation des terres incultes des grands propriétaires fonciers. A cette époque, elle appartient à la direction régionale du PCI, avec son mari, Emanuele Macaluso, Armando Fedeli, Pancrazio De Pasquale, Giuseppe Montalbano, Nicola Cipolla et Pompeo Colajanni
Avec d'autres militantes des droits des femmes, comme Anna Nicolosi Grasso, Maria Fais, Giuliana Saladino, Lina Colajanni et Maria Conti, elle représente la première génération de femmes actives dans la politique sicilienne,. Elle appelle les femmes des quartiers pauvres de Palerme, comme l'Albergheria ou Ballarò, à lutter pour l'accès à l'eau courante, au travail, à un logement décent. Le 8 mars 1953, elle organise une Semaine de la femme qui vote.
Elle est élue par le collège de Palerme lors des élections régionales de 1955, en remplacement de Pompeo Colajanni qui a privilégié le collège d'Enna. Considérant que son mari, parlementaire national, est déjà suffisamment rémunéré, elle refuse l'indemnité de député régional, sans en faire publicité. Dans cette assemblée, elle est engagée pour l'égalité salariale et le droit au travail.
En 1960, elle quitte la Sicile pour s'installer à Rome avec sa famille. Elle poursuit son engagement bénévole au sein de son parti. Elle est secrétaire du Centro-Cina, destiné à entretenir des relations avec la Chine de Mao Zedong, non encore reconnue par les officiels italiens, et secrétaire de l'Association d'amitié Italie-Cuba.